# Cyanopulvis australiensis
Cyanopulvis australiensis är en svampart som beskrevs av J. Fröhl. & K.D. Hyde 2000. Cyanopulvis australiensis ingår i släktet Cyanopulvis och familjen kolkärnsvampar.   Inga underarter finns listade i Catalogue of Life.